# The Quill (Band)
The Quill ist eine schwedische Rockband aus Mönsterås, die 1990 gegründet wurde.

## Geschichte
Die Band ging aus der Gruppe Quil, damals noch mit dem Sänger Tommy Carlsson und dem Bassisten Mats Johansson, hervor. The Quill wurde im Jahr 1990 gegründet, als der Gitarrist Christian Carlsson und der Schlagzeuger George „Jolle“ Atlagic nach einem passenden Sänger suchten, den sie in Magnus Ekwall fanden, der zu dem damaligen Zeitpunkt noch in eine andere Band involviert war, welche einen Proberaum in demselben Gebäude wie the Quill hatte. Ergänzt wurde die Besetzung durch den Organisten Anders Haglund und den Bassisten Peter Karlsson-Holm. Nach den ersten lokalen Auftritten in verschiedenen Bars verließ Karlsson-Holm Ende 1993 die Gruppe und wurde Anfang 1994 durch Roger Nilsson ersetzt. 1993 nahm die Band außerdem das Demo Another Fruitful Day auf, wodurch sie einen Plattenvertrag bei Megarock Records erreichte. Ein halbes Jahr nach dem Hinzukommen Nilssons begab sich die Band ins Studio, um ihr selbstbetiteltes Debütalbum aufzunehmen, das im März 1995 erschien. Das Album war innerhalb von drei Wochen im Berno Studio in Malmö im Juni und Juli 1994 aufgenommen worden. Zum Lied Jet of Water war zudem ein Musikvideo erstellt worden. Das Album wurde später im schwedischen Magazin Aftonbladet auf Platz 70 der 100 besten Alben des Jahres gewählt. Nach der Albumveröffentlichung wurde neben einer kurzen Tour durch Schweden mit Abstrakt Algebra auch ein Auftritt auf dem Karlshamn Rockfestival absolviert. Eine geplante Deutschland-Tournee musste aufgrund von Problemen mit der Plattenfirma abgesagt werden. Im Mai 1997 verließ Haglund die Besetzung, woraufhin die Gruppe ohne Ersatz fortfuhr. Da Megarock Records seinen Plattenvertrieb mittlerweile eingestellt hatte, stand The Quill nun wieder ohne Plattenvertrag da. Am Ende desselben Jahres nahm sie mithilfe von Warner/Chappell Music ein Demo auf. Im August begannen außerdem die Aufnahmen zum zweiten Album im Berno Studio in Malmö, die etwa einen Monat später beendet waren. Die Veröffentlichung verzögerte sich daraufhin mehrfach. In der Zwischenzeit arbeitete die Band weiter an neuen Songs, ehe sie sich im Sommer 1998 entschied, sich erneut in das Berno Studio zu begeben, um diese Nachzügler noch dem Album hinzufügen zu können. Hierbei entstanden auch Coverversionen von A Sinner’s Fame von Trouble und Fairies Wear Boots von Black Sabbath, die Tributealben beigesteuert wurden. Nach einer kleinen Schweden-Tournee im Herbst 1998 mit Bullhorn erschien Anfang 1999 das zweite Album Silver Haze. Die Band war daraufhin auf verschiedenen skandinavischen Festivals wie dem Sweden Rock Festival zu sehen. Im selben Jahr erschien über Froghouse Records außerdem die EP Evermore. Auch nahm die Gruppe 1999 in zwei Sessions im Berno Studio Coverversionen von Iron Maidens Where Eagles Dare, Captain Beyonds Frozen Over und Mount Everest von November für Tribute-Alben auf. Im Frühjahr 2002 schloss sich mit Voodoo Caravan das nächste Album an, worauf Michael Amott als Gastmusiker zu hören ist. Das Album war, wie bereits die beiden Vorgängeralben, unter der Leitung von Berno Paulsson aufgenommen worden. Der Veröffentlichung folgten Auftritte in Skandinavien, Deutschland und den Niederlanden. Zudem war Atlagic mit der Band Firebird und Nilsson mit den Spiritual Beggars tätig, während Carlsson und Ekwall an neuen Songs schrieben. Die Auftritte nach der Veröffentlichung des Albums waren jedoch aufgrund von Problemen mit Bookingagenturen begrenzt. 2003 war die Band auf dem Wacken Open Air vertreten, ehe im September das Album Hooray! It’s a Deathtrip, welches schon im Frühling des Jahres unter der Leitung von Daniel Bergstrand entstanden war, erschien. Im selben Jahr war die Band unter anderem auf den Metaldays in der Schweiz und in Schweden auf dem Eldfesten und dem Parkfestivalen zu sehen. Im April 2004 ging die Gruppe zusammen mit Monster Magnet und Gluecifer auf eine zweimonatige Europatournee. Anfang 2005 nahm die Band ein Demo mit drei Songs auf. Im Mai 2005 verließ Nilsson die Band. Grund für den Ausstieg waren Zeitmangel aufgrund seines Kindes und seines Vollzeitjobs. Im August 2005 wurde er durch Robert Triches ersetzt. Dieser war schon ein langjähriger Freund der Mitglieder, den sie schon seit ihrer Kindheit kannten. Daraufhin wurde ein weiteres Demo mit drei Liedern aufgenommen. Im folgenden Monat wurde das Album In Triumph in den Area 51 Studios in Celle mit dem Produzenten Tommy Newton aufgenommen, das im April des Folgejahres publiziert wurde. Die Band hatte bereits beim Vorgängeralbum vorgehabt, mit Newton zusammenzuarbeiten, wozu es jedoch nicht gekommen war. Mitte/Ende April 2006 war The Quill daraufhin unter anderem in Deutschland live zu erleben. Auch spielte die Gruppe verschiedene andere Konzerte, unter anderem zusammen mit dem Streichorchester Camerata Nordica. Im Dezember 2006 fertigte die Gruppe in Blomstermåla neue Demoaufnahmen an. 2007 verließ Ekwall frustriert wegen nachlassender Unterstützung seitens des Labels Steamhammer die Besetzung. Ab 2008 war der Schlagzeuger Atlagic zusätzlich noch bei Hanoi Rocks aktiv, wodurch sich eine Albumveröffentlichung noch weiter verzögerte. 2010 nahm die Band, nun mit Magnus „Magz“ Arnar als Sänger, welchen sie per Myspace kennengelernt hatte, ihre Aktivität wieder auf, woraufhin 2011 das Album Full Circle in der Besetzung Arnar, Christian Carlsson, Triches und Atlagic erschien. Im April 2012 trennte sich Triches von der Gruppe und Roger Nilsson kehrte zur Besetzung zurück. 2013 folgte das nächste Album Tiger Blood. Auf dem 2017er Album Born from Fire ist der ursprüngliche Sänger Magnus Ekwall wieder auf diesem Posten zu hören. Ekwall war zurückgekommen, nachdem er vom Gitarristen Carlsson für eine „mehr oder weniger private Kiss-Party“ engagiert worden war. Durch diese Spaß-Session war er wieder dazu bewogen worden, The Quill beizutreten. In ihrer Karriere konnte die Band bisher unter anderem zusammen mit Motörhead, Deep Purple und Dio auftreten.

## Stil
Laut laut.de wurde die Band vor allem durch die Musik der 1970er Jahre beeinflusst. Auf Voodoo Caravan klinge die Band „einmal mehr stilistisch ähnlich wie ihre Landeskollegen von den Spiritual Beggars“, was unter anderem daran liege, dass in beiden Bands Roger Nilsson als Bassist tätig ist und auch der Gastmusiker Michael Amott in dieser Band tätig ist. Hooray! It’s a Deathtrip biete wie seine Vorgänger Rockmusik im Stil der 1970er Jahre mit einem starken Einfluss aus dem Stoner Rock, wobei der Gesang besonders heraussteche. Auch auf In Triumph gebe es „eine Mischung aus altbewährtem Rock mit psychedelischen Einflüssen“. Thorsten Pöttger fühlte sich im Eclipsed ebenfalls an die 1970er Jahre erinnert, allerdings erreiche The Quill nicht die Stärke von Led Zeppelin und Black Sabbath. Bei Hooray! It’s a Deathtrip dachte er im Hinblick auf spätere Bands mit derselben Inspiration an Audioslave und bei In Triumph an Soundgarden. Janne Stark schrieb in The Heaviest Encyclopedia of Swedish Hard Rock and Heavy Metal Ever!, dass die Band zu ihrer Gründungsphase qualitativen Hard Rock im Stil der 1970er spielte, während die Vorgänger-Band Quil noch traditionellen melodischen Hard Rock geboten habe. Der Gesang sei recht hoch und am Blues orientiert. Das Debütalbum sei für Fans von durch Hammond-Orgeln dominierten Hard Rock im Stil der 1970er Jahre geeignet. Die Musik weise dabei leichte Hippie-Züge auf. Die Gruppe vermeide es dabei jedoch, altbacken zu klingen. Auf Silver Haze habe man durch das Hinzufügen von Stoner-Rock-Riffs und das Weglassen der Orgel-Passagen den Stil etwas verändert, sodass Gemeinsamkeiten mit Spiritual Beggars und Black Sabbath aufkämen. Auf Voodoo Caravan hätten die Stoner-Rock-Einflüsse weiter zugenommen und am Bass und an den Gitarren komme oft eine Fuzzbox zum Einsatz. Das Album sei nun weniger rifforientiert und man orientiere sich stärker am Garage Rock. Auf Full Circle habe man sich wieder auf riff-orientierten Hard Rock im Stil der 1970er Jahre besonnen.
In seinem Buch The Collector’s Guide of Heavy Metal Volume 4: The ’00s schrieb Martin Popoff über Voodoo Caravan, dass hierauf eine kommerzielle Form von drückendem Stoner Rock gepaart mit Adult Orientated Rock und einem Gesang im Stil von Chris Cornell zu hören ist. Ihn erinnerte das Album jedoch zu sehr an Kyuss. Hooray! It’s a Deathtrip sei sehr groove-lastig und ähnele dem Material der Vorgängeralben. Die Riffs würden denen von Soundgarden und verschiedener Stoner-Rock-Bands ähneln und auch der Gesang erinnere weiterhin an den von Cornell. Gelegentlich kämen auch gesangliche Parallelen zu King’s X auf. In Triumph biete Rock im Retrostil wie er gleichermaßen von Gruppen wie den Spiritual Beggars und Locomotive Breath gespielt werde. Popoff beschrieb die Musik als qualitativen Groove Metal und auch Hard Rock im Stil von Black Sabbath sei vertreten. In den langsameren Passagen nähere man sich dem Psychedelic Rock an. Der Gesang erinnere nun weniger an den von Chris Cornell, sei sauberer und gefühlvoller.
Laut dem Rock Hard kann die Band „ähnlich gelagerten Landsmännern wie den Spiritual Beggars oder der Mushroom River Band locker Paroli bieten“. Klanglich orientiere man sich an der Rockmusik der 1960er bis 1980er Jahre, ohne dabei altbacken zu klingen. Gesanglich erinnere man an Steven Tyler und Ray Gillen. Insgesamt spiele die Gruppe somit groove-orientierten zeitlosen Hard Rock. Im Interview mit dem Magazin gab Magnus Ekwall an, dass seine Plattensammlung hauptsächlich aus klassischen Hard-Rock-Veröffentlichungen besteht. Als Kind sei er vor allem durch Black Sabbath, Badlands und Blue Murder beeinflusst worden. Mittlerweile sei er eher Fan von Neil Young und Joni Mitchell. Der Schlagzeuger Atlagic sei hingegen eher Gruppen wie Mötley Crüe zugeneigt. Gegen eine Einordnung im Stoner Rock wehrte sich Ekwall, da man sich eher als normale Rockband sehe und auch nicht durch Bands wie Kyuss beeinflusst worden sei. Für die Texte von The Quill zeigte sich Ekwall verantwortlich. In einem späteren Rock-Hard-Interview mit Andreas Himmelstein gab Christian Carlsson an, dass durch das Hinzukommen des deutlich jüngeren Sängers Magnus Arnar deutlich modernere Einflüsse wie Guns n’ Roses und Skid Row als die bisherigen 1970er-Jahre-Bands hinzugekommen seien. Zudem sei er auch, im Gegensatz zu den anderen Mitgliedern, Fan von Grunge- und Stoner-Rock-Gruppen. Frank Albrecht, ebenfalls beim Rock Hard tätig, bezeichnete Tiger Blood als eine Mischung aus klassischem Rock ’n’ Roll, Hard-, Stoner- und Alternative-Rock. Im Interview mit ihm gab Magnus Arnar an, dass man mit Tiger Blood versucht hat, ein stilistisch möglichst breit gefächertes Album zu liefern. Arnar teilte zudem mit, dass er schon oft mit Chris Cornell verglichen wurde, allerdings würde er Soundgarden nicht als einen seiner Einflüsse nennen. Andreas Schiffmann fiel in einer weiteren Ausgabe auf, dass Born from Fire sich wieder stärker am Debütalbum orientiert. Beim Schreiben des Albums verarbeitete Ekwall alles, was während seiner Schaffenspause von The Quill passiert war. Marcus Schleutermann vom Rock Hard verglich die Gruppe in seiner Rezension zum Debütalbum mit der ebenfalls schwedischen Band Crossroad Jam, „denn auch sie zaubern eine homogene Melange aus authentischem Siebziger-Rock und neuzeitlichen Grunge-Klängen“. Besonders auffällig sei die Hammond-Orgel, die mal „warme Soundteppiche“ und ein anderes Mal Soli im Stil von Jon Lord biete. Der Gesang erinnere an den von David Byron vermischt mit etwas Layne Staley. Auch die weiteren Instrumente würden kompetent gespielt, wobei sich die Rhythmussektion auf ein „sattes Groove-Fundament“ fokussiere. Voodoo Caravan fasste Uwe „Buffo“ Schnädelbach als Mischung aus Spiritual Beggars und Kyuss zusammen, wobei The Quill etwas stärker zu ersterer Band tendiere. In den Songs könne man außerdem viele Verweise zu 1970er Hard-Rock-Bands wie Deep Purple, Led Zeppelin, Mountain, Hawkwind und Black Sabbath erkennen. Aufgrund der zeitgemäßen Produktion sei das Album jedoch nicht nur etwas für „ewig gestrige Retrofreaks“ und es stehe dabei „die prächtige, bluesige Stimme von Vocalist Magnus Ekvall“ im Mittelpunkt. Der Gesang rufe dabei Erinnerungen an Ray Gillen wach. Andreas Himmelstein betrachtete Hooray! It’s a Deathtrip als Fortsetzung von Voodoo Caravan, da es sich weiterhin an Musik der 1970er Jahre orientiere und als Fundament „tonnenschwere Riffs im Black-Sabbath-Stil und die herausragenden Fähigkeiten von Sänger Magnus Ekvall“ ausweise. Qualitativ habe man mittlerweile zu den Spiritual Beggars aufschließen können. In einer späteren Rezension schrieb Himmelstein über In Triumph, dass man sich weiterhin kaum stilistisch verändert habe und auch Ekwalls Gesang das herausstechendste Element geblieben sei. Das Album könne zwar nicht so überzeugen wie die beiden Vorgänger, jedoch überrage es „noch immer das meiste Material der restlichen verbliebenen Mitbewerber der einst so großen Stoner- und Retro-Rock-Gemeinde“. Laut Himmelstein ist es dem Sänger Arnar auf Full Circle gelungen, den vorherigen Sänger Ekwall angemessen zu ersetzen. Er bezeichnete die Musik als „Power-Rock“, bei dem zwar noch immer der Geist von Gruppen wie Black Sabbath und Deep Purple durchschimmern würde, allerdings kämen nun durch Arnars Gesang, der dem von Chris Cornell ähnele, Gemeinsamkeiten zu Soundgarden zu Zeiten von Badmotorfinger, vermischt mit etwas Monster Magnet, auf. Durch die nicht eingesetzte Hammond-Orgel habe man sich vom Stoner Rock entfernt. Bei Tiger Blood stellte Himmelstein fest, dass die Band hierauf den eingeschlagenen Weg, weg von 1970er-Jahre-Klängen und Stoner Rock, beibehalten hat. Stattdessen dominiere Grunge und Alternative Rock im Stil der 1990er Jahre, wie es auch bei Soundgarden der Fall sei. Der Gesang sei eine Mischung aus „Glenn Hughes mit einem sonoren Chris-Cornell-Timbre“. Thomas Kupfer, ebenfalls vom Rock Hard, merkte in seiner Rezension zu Born from Fire an, dass die Band damals nach dem Ausscheiden Ekwalls sich weg vom Hard Rock im Stil der 1970er Jahre „ein Stück weit in Richtung Beliebigkeit verabschiedete“. Auf dem Album könne man zwar immer noch Einflüsse von Black Sabbath, Deep Purple und gelegentlich Led Zeppelin heraushören, jedoch klinge man „eben nicht mehr ganz so taufrisch wie zu Beginn der Karriere“. Handwerklich agiere die Band allerdings weiterhin auf einem hohen Niveau.
Laut Matthias Mineur vom Metal Hammer spielt die Band durch Blues beeinflussten Hard Rock im Led-Zeppelin- und Black-Sabbath-Stil, wobei dieser „auch im Fahrwasser von Kyuss oder Monster Magnet eine gute Figur machen würde“. Im Interview mit ihm gab Roger Nilsson an, dass sich The Quill bei Auftritten mit Motörhead, Deep Purple und Dio viel von diesen abschauen konnte. Die Texte von Atlagic hätten keine eindeutige Bedeutung, diese müsse vielmehr von jedem Hörer individuell gefunden werden. Den Alben liege jedoch ein Konzept zugrunde: Das erste handele von Meeren und Seen, das zweite von Bergen und Felsen und das dritte von Reisen. In einer späteren Ausgabe schrieb Detlef Dengler, dass Gruppen wie Mountain, Led Zeppelin, Deep Purple und Black Sabbath zu den Einflüssen von The Quill zählen. Er stellte fest, dass der Bass in den Songs eine wichtigere Rolle als in den meisten anderen Bands spielt. Im Interview mit ihm gab Roger Nilsson an, dass dies auf das Fehlen eines zweiten Gitarristen zurückzuführen ist, was man durch Bass und Schlagzeug zu kompensieren versuche. Er sei Fan von Bands wie Soundgarden, die durch 1970er-Jahre-Musik beeinflusst worden seien, während Christian Carlsson Blues, Magnus Ekwall Neil Young und George Atlagic Mötley Crüe (insbesondere Tommy Lee) möge. Für die Alben würden Carlsson und Atlagic zunächst die Grundideen erarbeiten, ehe man diese zusammen weiter ausarbeite. Seit dem Erscheinen von Silver Haze werde die Gruppe immer wieder dem Stoner Rock zugeordnet, wie Nilsson im Interview sagte, geschah dies, weil dieses Genre damals Mode war, wobei er der Zuordnung nicht zustimmen könne. Vielmehr versuche man „deftige Rocker“ mit „intensiven Balladen und leicht psychedelischen Sachen“ zu vermischen. Hooray! It’s a Deathtrip behandele diesmal das Thema Tod. Matthias Mineur ordnete Voodoo Caravan dem Retro Rock zu, der an die Musik der Spiritual Beggars und Monster Magnet heranreicht. Die Gruppe besinne sich bis auf die frühen Black Sabbath zurück, wobei man auch das Niveau von Kyuss und Queens of the Stone Age halten könne. Charakteristisch seien vor allem Ekwalls rauchiger und charismatischer an Chris Robinson erinnernder Gesang und Carlssons Gitarrenspiel. Detlef Dengler, ebenfalls vom Metal Hammer, befand, dass Hooray! It’s a Deathtrip „griffige Songs mit ausdrucksstarken Melodienbögen und tollen Gitarrenriffs“ bietet. Er bezeichnete die Musik als Spiritual Beggars mit weniger Solopassagen mit einem überragenden Sänger, der eine kraftvolle, klare und variable Stimme habe. Auch fasste er sie als Mischung aus Led Zeppelin, Deep Purple, Rainbow, Soundgarden, Black Sabbath, Monster Magnet und Kyuss zusammen. Christof Leim schrieb über In Triumph, dass die Band weiterhin „schön dicken Rock mit vielen klassischen Grundlagen (Sabbath, Zeppelin, Purple)“ spielt. Die zeitgemäß produzierte Musik werde dabei von einem „Retro-Feeling“ sowie „bluesigen Untertönen“ durchsetzt. Der Gesang sei typischer Rockgesang, der auf dem „Soul der Siebziger und den Melodien der Achtziger basiert“. Meistens klinge Ekwall so, als würde Chris Cornell einen Black-Sabbath-Song singen. Im Gegensatz zu den vorherigen Veröffentlichungen setze man nun öfter „schleppende Doom-Grooves“ ein. Gelegentlich lasse man auch orientalische Klänge einfließen, was an Led Zeppelin erinnere. Manuel Liebler stellte bei Tiger Blood fest, dass hierauf weiterhin durch Black Sabbath, Deep Purple und Led Zeppelin beeinflusster Retro-Rock enthalten ist, der durch Einflüsse aus Grunge sowie Stoner-, Psychedelic- und Alternative-Rock angereichert werde.

## Diskografie
Studioalben
- 1995: The Quill (Megarock Records)
- 1999: Silver Haze (Roxon Records)
- 2002: Voodoo Caravan (Steamhammer)
- 2003: Hooray! It’s a Deathtrip (Steamhammer)
- 2006: In Triumph (Steamhammer)
- 2011: Full Circle (Metalville)
- 2013: Tiger Blood (Metalville)
- 2017: Born from Fire (Metalville)
- 2021: Earthrise (Metalville)
- 2024: Wheel of Illusions (Metalville)

Sonstige
- 1992: Promo Tape (Demo, Q Production)
- 1993: Demo (Demo, Q Production)
- 1993: Another Fruitful Day (Demo, Q Production)
- 1999: Evermore (EP, Eigenveröffentlichung)